# Чемисов, Леонтий Гаврилович
Леонтий Гаврилович Чемисов (1857—1939) — русский советский поэт-самоучка, писатель, публицист и общественный деятель.

## Биография
Родился в г. Дмитровске Орловской губернии. В 1880-х гг. переселился в сл. Михайловку Дмитриевского уезда Курской губернии (ныне Железногорского района Курской области), где и прожил всю свою жизнь.  Своё первое стихотворение опубликовал в 1883 году. Главной темой произведений Чемисова стала защита обездоленных и угнетённых. Часто обращался к приёму сатирического обличения. Стиль написания произведений тяготел к куплетам, басням, эпиграммам, острым корреспонденциям публицистического характера. За дореволюционные годы Леонтий Гаврилович написал около 300 стихотворений и свыше 70 рассказов. Печатался в «Курском листке», «Курянине», «Курских ведомостях», в ряде других органов провинциальной печати, а также в столичных изданиях: журналах «Родина», «Радуга», «Родная нива», «Иллюстрированный мир». Является автором книг: «Рассказы, очерки, стихотворения» (СПб., 1901), «Юмористические очерки и стихотворения» (СПб., 1904), водевиля в двух действиях «По предсказанию» (СПб., 1904). Произведения Чемисова художественно не очень значительны, но общественный резонанс творчества писателя-самоучки был весьма заметен. В своих произведения он выражал органический демократизм, неприязнь к помещикам и купцам, к царским чиновникам, ко всему дореволюционному начальству, независимость и смелость суждений.
Чемисов приветствовал Октябрьскую революцию 1917 года. Но новая жизнь начисто перечеркнула те темы и сюжеты, которые питали его дореволюционное творчество. Перед пожилым писателем встала задача осмыслить совершенно непривычные для него темы, выдвинутые новой жизнью, а значит, подойти к новым сюжетам, обрести новые средства художественной изобразительности и выразительности. Однако Чемисову не удалось должным образом перестроить тематику своих произведений, хотя он и был всецело на стороне революционных преобразований. В его стихи входят герои, о которых мыслить нельзя было до Октября: комсомольцы, активисты, строители новой жизни. Чемисов деятельно сотрудничал в Льговской окружной газете «Ленинский путь», в «Курской деревне» и «Курской правде». В 1927 году старейший курский писатель участвовал в работе первого съезда рабселькоров Курской губернии, а в 1933 году, когда отмечалось пятидесятилетие его писательской деятельности, ВЦИК Союза ССР назначил Чемисову персональную академическую пенсию. Умер писатель в 1939 году.